# Biathlon aux Jeux olympiques de 2006
Navigation
Salt Lake City 2002 Vancouver 2010
Les épreuves de biathlon aux Jeux olympiques de 2006 se sont tenues entre le 11 février et le 25 février 2006.

## Podiums
| Épreuves                           | Or                                                                     | Argent                                                                   | Bronze                                                                         |
| ---------------------------------- | ---------------------------------------------------------------------- | ------------------------------------------------------------------------ | ------------------------------------------------------------------------------ |
| 20 km Individuel H 11 février      | Michael Greis                                                          | Ole Einar Björndalen                                                     | Halvard Hanevold                                                               |
| 15 km Individuel F 13 février      | Svetlana Ishmouratova                                                  | Martina Glagow                                                           | Albina Akhatova                                                                |
| 10 km Sprint H 14 février          | Sven Fischer                                                           | Halvard Hanevold                                                         | Frode Andresen                                                                 |
| 7,5 km Sprint F 16 février         | Florence Baverel-Robert                                                | Anna Carin Olofsson                                                      | Lilia Efremova                                                                 |
| 12,5 km Poursuite H 18 février     | Vincent Defrasne                                                       | Ole Einar Björndalen                                                     | Sven Fischer                                                                   |
| 10 km Poursuite F 18 février       | Kati Wilhelm                                                           | Martina Glagow                                                           | Albina Akhatova                                                                |
| Relais H 21 février                | Allemagne Ricco Groß Michael Rösch Sven Fischer Michael Greis          | Russie Ivan Tcherezov Sergei Tchepikov Pavel Rostovtsev Nikolaï Krouglov | France Julien Robert Vincent Defrasne Ferréol Cannard Raphaël Poirée           |
| Relais F 23 février                | Russie Anna Bogali Svetlana Ishmouratova Olga Zaïtseva Albina Akhatova | Allemagne Martina Glagow Andrea Henkel Katrin Apel Kati Wilhelm          | France Delphyne Peretto Florence Baverel-Robert Sylvie Becaert Sandrine Bailly |
| 15 km Départ groupé H 25 février   | Michael Greis                                                          | Tomasz Sikora                                                            | Ole Einar Bjørndalen                                                           |
| 12,5 km Départ groupé F 25 février | Anna Carin Olofsson                                                    | Kati Wilhelm                                                             | Uschi Disl                                                                     |

## Résultats
20 km Individuel H
| Place | Nation    | Athlète              | Temps          | Pénalités* |
| ----- | --------- | -------------------- | -------------- | ---------- |
| 1er   | Allemagne | Michael Greis        | 54 min 23 s 0  | 1          |
| 2e    | Norvège   | Ole Einar Bjørndalen | + 16 s 0       | 2          |
| 3e    | Norvège   | Halvard Hanevold     | + 1 min 08 s 9 | 2          |
| 4e    | Russie    | Sergei Tchepikov     | + 1 min 09 s 7 | 1          |
| 5e    | Slovaquie | Marek Matiasko       | + 1 min 25 s 6 | 1          |
| 6e    | France    | Julien Robert        | + 1 min 36 s 4 | 0          |
| 7e    | Italie    | Christian de Lorenzi | + 1 min 41 s 0 | 1          |
| 8e    | Russie    | Ivan Tcherezov       | + 1 min 42 s 7 | 2          |

*Pénalité : 1 minute par cible manquée (inclus dans le chrono final).
15 km Individuel F
| Place | Nation      | Athlète               | Temps         | Pénalités* |
| ----- | ----------- | --------------------- | ------------- | ---------- |
| 1er   | Russie      | Svetlana Ishmouratova | 49 min 24 s 1 | 1          |
| 2e    | Allemagne   | Martina Glagow        | 50 min 34 s 9 | 2          |
| 3e    | Russie      | Albina Akhatova       | 50 min 55 s 0 | 2          |
| 4e    | Allemagne   | Andrea Henkel         | 51 min 46 s 3 | 2          |
| 5e    | Pologne     | Krystyna Palka        | 51 min 50 s 7 | 0          |
| 6e    | France      | Sandrine Bailly       | 51 min 58 s 2 | 3          |
| 7e    | Biélorussie | Olga Nazarova         | 51 min 59 s 6 | 2          |
| 8e    | Moldavie    | Natalia Levtchenkova  | 52 min 11 s 7 | 2          |

*Pénalité : 1 minute par cible manquée (inclus dans le chrono final).
- La biathlète russe Olga Pyleva, médaille d'argent sur le 15 km, a été déclarée positive à l'occasion d'un contrôle antidopage. Elle a été exclue des Jeux et a perdu sa médaille d'argent.

10 km Sprint H
| Place | Nation    | Athlète          | Temps         | Pénalités* |
| ----- | --------- | ---------------- | ------------- | ---------- |
| 1er   | Allemagne | Sven Fischer     | 26 min 11 s 6 | 0          |
| 2e    | Norvège   | Halvard Hanevold | 26 min 19 s 8 | 0          |
| 3e    | Norvège   | Frode Andresen   | 26 min 31 s 3 | 1          |
| 4e    | Autriche  | Wolfgang Perner  | 26 min 51 s 6 | 1          |
| 5e    | France    | Vincent Defrasne | 26 min 54 s 2 | 1          |
| 6e    | Russie    | Ivan Tcherezov   | 27 min 09 s 0 | 0          |
| 7e    | Allemagne | Ricco Groß       | 27 min 15 s 1 | 0          |
| 8e    | Suède     | Mattias Nilsson  | 27 min 19 s 5 | 0          |

*Boucle de pénalité de 150 m.
7,5 km Sprint F
| Place | Nation      | Athlète                 | Temps         | Pénalités* |
| ----- | ----------- | ----------------------- | ------------- | ---------- |
| 1er   | France      | Florence Baverel-Robert | 22 min 31 s 4 | 0          |
| 2e    | Suède       | Anna Carin Olofsson     | 22 min 33 s 8 | 1          |
| 3e    | Ukraine     | Lilia Efremova          | 22 min 38 s 0 | 0          |
| 4e    | Russie      | Albina Akhatova         | 22 min 40 s 2 | 0          |
| 5e    | Biélorussie | Olena Zubrilova         | 22 min 40 s 5 | 0          |
| 6e    | France      | Sandrine Bailly         | 22 min 43 s 0 | 2          |
| 7e    | Allemagne   | Kati Wilhelm            | 22 min 49 s 8 | 1          |
| 8e    | Biélorussie | Olga Nazarova           | 22 min 53 s 2 | 0          |

*Boucle de pénalité de 150 m.
12,5 km Poursuite H
| Place | Nation    | Athlète               | Temps         | Pénalités* |
| ----- | --------- | --------------------- | ------------- | ---------- |
| 1er   | France    | Vincent Defrasne      | 35 min 20 s 2 | 2          |
| 2e    | Norvège   | Ole Einar Bjoerndalen | +2 s 7        | 3          |
| 3e    | Allemagne | Sven Fischer          | +15 s 6       | 4          |
| 4e    | Lettonie  | Ilmars Bricis         | +26 s 7       | 1          |
| 5e    | Norvège   | Halvard Hanevold      | +37 s 5       | 3          |
| 6e    | Norvège   | Frode Andresen        | +56 s 7       | 5          |
| 7e    | Autriche  | Christoph Sumann      | +1 min 19 s 5 | 2          |
| 8e    | Allemagne | Michael Greis         | +1 min 19 s 7 | 1          |

*Boucle de pénalité de 150 m.
10 km Poursuite F
| Place | Nation      | Athlète               | Temps         | Pénalités* |
| ----- | ----------- | --------------------- | ------------- | ---------- |
| 1er   | Allemagne   | Kati Wilhelm          | 36 min 43 s 6 | 1          |
| 2e    | Allemagne   | Martina Glagow        | +1 min 13 s 6 | 1          |
| 3e    | Russie      | Albina Akhatova       | +1 min 21 s 4 | 2          |
| 4e    | Russie      | Svetlana Ishmouratova | +1 min 45 s 4 | 2          |
| 5e    | Italie      | Michela Ponza         | +2 min 08 s 1 | 1          |
| 6e    | Norvège     | Liv Grete Poirée      | +2 min 19 s 8 | 2          |
| 7e    | Biélorussie | Olga Nazarova         | +2 min 26 s 1 | 3          |
| 8e    | Ukraine     | Lilia Efremova        | +2 min 26 s 2 | 3          |

*Boucle de pénalité de 150 m.
4 x 7,5 km Relais H
| Place | Nation             | Athlètes                                                                    | Temps             | Pénalités* |
| ----- | ------------------ | --------------------------------------------------------------------------- | ----------------- | ---------- |
| 1er   | Allemagne          | Ricco Groß Michael Rösch Sven Fischer Michael Greis                         | 1 h 21 min 51 s 5 | 1 + 8      |
| 2e    | Russie             | Ivan Tcherezov Sergei Tchepikov Pavel Rostovtsev Nikolaï Krouglov           | 1 h 22 min 12 s 4 | 0 + 6      |
| 3e    | France             | Julien Robert Vincent Defrasne Ferréol Cannard Raphaël Poirée               | 1 h 22 min 35 s 1 | 0 + 6      |
| 4e    | Suède              | Jakob Borjesson Björn Ferry Mattias Nilsson Carl-Johan Bergman              | 1 h 22 min 35 s 1 | 0 + 12     |
| 5e    | Norvège            | Halvard Hanevold Stian Eckhoff Frode Andresen Ole Einar Björndalen          | 1 h 23 min 03 s 6 | 2 + 9      |
| 6e    | République tchèque | Ondřej Moravec Zdeněk Vítek Roman Dostál Michal Šlesingr                    | 1 h 23 min 04 s 0 | 1 + 11     |
| 7e    | Ukraine            | Olexander Bilanenko Andriy Deryzemlya Alexei Korobeynikov Ruslan Lysenko    | 1 h 23 min 40 s 4 | 1 + 11     |
| 8e    | Italie             | Christian de Lorenzi Rene Laurent Vuillermoz Paolo Longo Wilfried Pallhuber | 1 h 23 min 40 s 9 | 2 + 10     |

*Il y a 5 balles plus trois balles de pioche pour abattre les 5 cibles. Tour  de pénalité de 150 m pour chaque cible non blanchie. Score de tir affiché : nombre de tours de pénalité + nombre de pioches.
4 x 6 km Relais F
| Place | Nation      | Athlètes                                                                | Temps             | Pénalités* |
| ----- | ----------- | ----------------------------------------------------------------------- | ----------------- | ---------- |
| 1er   | Russie      | Anna Bogali Svetlana Ishmouratova Olga Zaïtseva Albina Akhatova         | 1 h 16 min 12 s 5 | 0+2        |
| 2e    | Allemagne   | Martina Glagow Andrea Henkel Katrin Apel Kati Wilhelm                   | 1 h 17 min 03 s 2 | 1+8        |
| 3e    | France      | Delphyne Peretto Florence Baverel-Robert Sylvie Becaert Sandrine Bailly | 1 h 18 min 38 s 7 | 0+8        |
| 4e    | Biélorussie | Ekaterina Ivanova Olga Nazarova Ludmilla Ananko Olena Zubrilova         | 1 h 19 min 19 s 6 | 0+8        |
| 5e    | Norvège     | Tora Berger Liv Grete Poirée Gunn Margit Andreassen Linda Tjörhom       | 1 h 19 min 34 s 4 | 1+13       |
| 6e    | Slovénie    | Teja Gregorin Andreja Mali Dijana Grudicek Tadeja Brankovic             | 1 h 19 min 55 s 7 | 1+11       |
| 7e    | Pologne     | Krystyna Palka Magdalena Gwizdon Katarzyna Ponikwia Magdalena Grzywa    | 1 h 20 min 29 s 3 | 0+8        |
| 8e    | Bulgarie    | Pavlina Filipova Radka Popova Irina Nikoultchina Ekaterina Dafovska     | 1 h 20 min 38 s 7 | 3+14       |

*Il y a 5 balles plus trois balles de pioche pour abattre les 5 cibles. Tour  de pénalité de 150 m pour chaque cible non blanchie. Score de tir affiché : nombre de tours de pénalité + nombre de pioches.
15 km Départ groupé H
| Place | Nation    | Athlète              | Temps total   | Pénalités* |
| ----- | --------- | -------------------- | ------------- | ---------- |
| 1er   | Allemagne | Michael Greis        | 47 min 20 s 0 | 1          |
| 2e    | Pologne   | Tomasz Sikora        | +6 s 3        | 1          |
| 3e    | Norvège   | Ole Einar Bjørndalen | +12 s 3       | 3          |
| 4e    | Finlande  | Paavo Puurunen       | +23 s 7       | 0          |
| 5e    | Russie    | Sergei Tchepikov     | +39 s 1       | 0          |
| 6e    | Norvège   | Emil Hegle Svendsen  | +53 s 8       | 2          |
| 7e    | Norvège   | Halvard Hanevold     | +54 s 9       | 3          |
| 8e    | Allemagne | Alexander Wolf       | +55 s 3       | 2          |

*Boucle de pénalité de 150 m.
12,5 km Départ groupé F
| Place | Nation      | Athlète                 | Temps total   | Pénalités* |
| ----- | ----------- | ----------------------- | ------------- | ---------- |
| 1er   | Suède       | Anna Carin Olofsson     | 40 min 36 s 5 | 1          |
| 2e    | Allemagne   | Kati Wilhelm            | +18 s 8       | 1          |
| 3e    | Allemagne   | Uschi Disl              | +41 s 9       | 3          |
| 4e    | Allemagne   | Martina Glagow          | +57 s 1       | 2          |
| 5e    | France      | Florence Baverel-Robert | +1 min 04 s 0 | 2          |
| 6e    | Biélorussie | Olga Nazarova           | +1 min 14 s 0 | 1          |
| 7e    | Chine       | Xianying Liu            | +1 min 20 s 7 | 2          |
| 8e    | Bulgarie    | Ekaterina Dafovska      | +1 min 32 s 9 | 3          |

*Boucle de pénalité de 150 m.

## Tableau des médailles
| Rang | Nation    | Or | Argent | Bronze | Total |
| ---- | --------- | -- | ------ | ------ | ----- |
| 1er  | Allemagne | 5  | 4      | 2      | 11    |
| 2e   | Russie    | 2  | 1      | 2      | 5     |
| 3e   | France    | 2  | 0      | 2      | 4     |
| 4e   | Suède     | 1  | 1      | 0      | 2     |
| 5e   | Norvège   | 0  | 3      | 3      | 6     |
| 6e   | Pologne   | 0  | 1      | 0      | 1     |
| 7e   | Ukraine   | 0  | 0      | 1      | 1     |